# Home of the Brave (pel·lícula de 1986)
Home of the Brave és una pel·lícula de concert estatunidenca de 1986 dirigida i amb la música de Laurie Anderson. El títol complet de la pel·lícula a la pantalla és Home of the Brave: A Film by Laurie Anderson. Les actuacions es van filmar al Park Theatre a Union City (Nova Jersey), durant l'estiu de 1985.

## Fons
La pel·lícula va incloure aparicions del guitarrista Adrian Belew, l'autor William S. Burroughs, el teclista Joy Askew i el percussionista David Van Tieghem. Barry Sonnenfeld, que estava al començament de la seva carrera cinematogràfica, rep un crèdit inicial per operar una segona càmera de projecció en aquesta pel·lícula. La pel·lícula va ser estrenada per Cinecom Pictures, però no va tenir èxit comercial.
Un àlbum de banda sonora, que contenia versions d'estudi d'algunes cançons de la pel·lícula, i versions en directe d'altres, es va publicar simultàniament amb la pel·lícula (vegeu Home of the Brave LP).
La pel·lícula va estar breument disponible en VHS i Laserdisc a principis dels anys 90 des de Warner Reprise Video. El 2007, Anderson va anunciar al seu lloc web oficial que la pel·lícula s'estrenaria en DVD com a part d'una caixa de vídeo. L'anunci es va eliminar més tard i a partir del 2022 encara no hi ha hagut cap llançament en DVD o Blu-ray de la pel·lícula.
Les seleccions musicals incloïen cançons extretes de l'àlbum de 1984 d'Anderson Mister Heartbreak (la pel·lícula es va rodar durant una gira en suport de l'àlbum) i un parell de seleccions del seu United States Live espectacle multimèdia de 1983, i diverses peces originals. Warner Bros. va sol·licitar que Anderson creés un llançament senzill de la banda sonora, així que va gravar una versió de mix de ball de ritme més ràpid de la cançó "Smoke Rings". Finalment, aquesta gravació no es va publicar; tanmateix, es pot escoltar durant la seqüència All-Night Diner del seu curtmetratge What You Mean We? En canvi, es va gravar una versió de "Language is a Virus" que difereix de la interpretació de la pel·lícula, i produït per Nile Rodgers, va llançar un senzill, i es va publicar un vídeo musical utilitzant metratge de la pel·lícula però la gravació d'estudi de la cançó; va rebre una àmplia emissió.
La primera cançó vocal interpretada per Anderson a la pel·lícula és "Excellent Birds", una col·laboració amb Peter Gabriel de Mister Heartbreak. Tot i que Gabriel no apareix en aquesta pel·lícula, i la cançó no s'interpreta com a duet, Home of the Brave es va estrenar uns mesos després que s'estrenés una segona versió amb Anderson com "This Is the Picture (Excellent Birds) " a l'àlbum de Gabriel So.
Gabriel també va oferir originalment la veu de fons a "Gravity's Angel" de "Mister Heartbreak". El guitarrista Adrian Belew canta la part de manera més destacada a la versió cinematogràfica.

## Banda sonora
A la pel·lícula es representen les següents peces: 
1. Good Evening (instrumental)
2. Zero and One (paraula parlada)
3. Excellent Birds
4. Old Hat (paraula parlada)
5. Drum Dance (instrumental)
6. Smoke Rings
7. Late Show (instrumental amb samplejat vocal dee William S. Burroughs)
8. White Lily (paraula parlada)
9. Sharkey's Day
10. How to Write (instrumental amb introducció de paraula parlada per Sang Won Park i presentant Van Tieghem i Belew)
11. Kokoku
12. Radar (instrumental amb vocalitzacions sense paraules d’Anderson)
13. Gravity's Angel
14. Langue d'amour (parcialment parlada en francès)
15. Talk Normal
16. Difficult Listening Hour (paraula parlada)
17. Language Is a Virus
18. Sharkey's Night
19. Credit Racket (instrumental)

Només "Late Show", "White Lily", "Radar", i "Sharkey's Night" apareixen a l'àlbum de la banda sonora mentre es representen a la pel·lícula. A l'àlbum s'utilitzen versions d'estudi de "Smoke Rings", "Language Is a Virus" i "Talk Normal", com també "Credit Racket", que també és una pista d'estudi que es reprodueix durant els crèdits de tancament de la pel·lícula. Cap de les altres actuacions d'aquesta pel·lícula s'ha publicat fins ara en format d'àudio.
A més de l'anterior, William S. Burroughs també interpreta dos breus fragments de "Sharkey's Night", la cançó que interpreta a l'àlbum d'Anderson Mr. Heartbreak. A la pel·lícula, Anderson interpreta la cançó completa ella mateixa al final de la pel·lícula. Després de "Talk Normal" hi ha una seqüència de paraules parlades sense títol amb Anderson i Askew mantenint una incòmoda conversa telefònica a l'escenari. Diverses vegades durant la pel·lícula (sobretot "Good Evening", "Difficult Listening Hour", "Sharkey's Night"), Anderson modula digitalment la seva veu per fer-la sonar masculina; aquest és un efecte que va emprar als Estats Units i tornaria més endavant en projectes com la pel·lícula What You Mean We, les seves presentacions a la sèrie de televisió Alive from Off Center i el seu CD-ROM llançament, Puppet Motel.